# Piotr Wadecki
Piotr Wadecki (Elbląg, 11 febbraio 1973) è un dirigente sportivo ed ex ciclista su strada polacco.
Professionista dal 1996 al 2005, ha ottenuto quasi quaranta vittorie in carriera. Dopo il ritiro dalle corse ha ricoperto cariche di direttore sportivo, prima alla CCC Polkowice, poi al CCC Team e quindi alla Q36.5 Pro Cycling.

## Carriera
Passista-scalatore, passò professionista nel 1996 con la Mróz, il principale team polacco, per poi correre per quattro stagioni, dal 2001 al 2004, in squadre belghe (Domo-Farm Frites, Quick Step-Davitamon e Lotto-Domo). Dopo un 2005 tra le file della Intel-Action, ex Mróz, ha chiuso la carriera nel 2006 con la CCC-Polsat, formazione di cui dal 2009 è direttore sportivo.
Ha ottenuto molti successi tra i pro, soprattutto in corse minori dell'Est Europa. Al suo attivo ci sono tuttavia anche risultati di spessore: tre campionati nazionali, due in linea e uno a cronometro, la Corsa della Pace nel 2000, tappe al Giro di Polonia, la quinta frazione della Parigi-Nizza 2001 e la prima della Quatre Jours de Dunkerque 2002.
Ha poi ottenuto il secondo posto dietro ad Alex Zülle nel Giro di Svizzera 2002, il sesto posto nel campionato del mondo 2001 e il settimo nella Clásica San Sebastián dello stesso anno, il settimo posto nella corsa in linea dei Giochi olimpici 2000 a Sydney.

## Palmarès
- 1997 (Mróz, sei vittorie)

5ª tappa Tour of Japan
1ª tappa Wyścig Solidarności i Towarzystwa Olimpijczyków Polskich
3ª tappa Wyścig Solidarności i Towarzystwa Olimpijczyków Polskich
Classifica generale Wyścig Solidarności i Towarzystwa Olimpijczyków Polskich
Campionati polacchi, Prova in linea
1ª tappa Bałtyk-Karkonosze Tour
- 1999 (Mróz, otto vittorie)

2ª tappa Szlakiem Grodów Piastowskich
Classifica generale Szlakiem Grodów Piastowskich
3ª tappa Bałtyk-Karkonosze Tour
5ª tappa Bałtyk-Karkonosze Tour
6ª tappa Bałtyk-Karkonosze Tour
11ª tappa Volta a Portugal
Memoriał Andrzeja Kaczyny - Andrzeja Malinowskiego
5ª tappa Giro di Polonia
- 2000 (Mróz-Supradyn Witaminy, quindici vittorie)

4ª tappa Tour of Egypt
5ª tappa Tour of Egypt
6ª tappa Tour of Egypt
1ª tappa Szlakiem Grodów Piastowskich
2ª tappa, 1ª semitappa Szlakiem Grodów Piastowskich
2ª tappa, 2ª semitappa Szlakiem Grodów Piastowskich
Classifica generale Szlakiem Grodów Piastowskich
Classifica generale Corsa della Pace
2ª tappa Tour of Japan
Christiana Care Cup
Campionati polacchi, Prova a cronometro
Campionati polacchi, Prova in linea
4ª tappa Bałtyk-Karkonosze Tour
Tatras Cup
1ª tappa Giro di Polonia
- 2001 (Domo-Farm Frites, tre vittorie)

5ª tappa Parigi-Nizza
Memoriał Andrzeja Trochanowskiego
2ª tappa Giro della Provincia di Lucca
- 2005 (Intel-Action, cinque vittorie)

1ª tappa Quatre Jours de Dunkerque
2ª tappa Wyścig Solidarności i Olimpijczyków
Classifica generale Wyścig Solidarności i Olimpijczyków
Pomorski Klasyk
2ª tappa Hessen-Rundfahrt

### Altri successi
- 1997 (Mróz)

Classifica a punti Wyścig Solidarności i Towarzystwa Olimpijczyków Polskich
- 1999 (Mróz)

Classifica a punti Corsa della Pace
- 2000 (Mróz-Supradyn Witaminy)

Classifica a punti Szlakiem Grodów Piastowskich
- 2001 (Domo-Farm Frites)

Classifica scalatori Parigi-Nizza

## Piazzamenti

### Grandi Giri
- Giro d'Italia

2005: ritirato (15ª tappa)
- Tour de France

2001: 68º
2002: 43º

### Competizioni mondiali
- Campionati del mondo

Oslo 1993 - Cronosquadre: 9º
Oslo 1993 - In linea Dilettanti: 91º
Palermo 1994 - In linea Dilettanti: 20º
San Sebastián 1997 - In linea Elite: 86º
Verona 1999 - In linea Elite: 17º
Plouay 2000 - In linea Elite: 34º
Lisbona 2001 - In linea Elite: 6º
Zolder 2002 - In linea Elite: 129º
Madrid 2005 - In linea Elite: 44º
- Giochi olimpici

Sydney 2000 - In linea: 7º
Sydney 2000 - Cronometro: 31º